# Delfim Ribeiro Guedes
Dom Delfim Ribeiro Guedes (Maria da Fé, 2 de maio de 1908 - 23 de fevereiro de 1985) foi um sacerdote e bispo católico brasileiro. Foi o primeiro bispo de Leopoldina e de São João del-Rei.
Nascido em Maria da Fé no dia 2 de maio de 1908, Dom Delfim foi ordenado padre em 1931. Em 1943 foi nomeado bispo da recém-criada diocese de Leopoldina pelo Papa Pio XII e recebeu a ordenação episcopal no dia 3 de outubro desse mesmo ano das mãos de Dom Octávio Augusto Chagas de Miranda, então bispo de Pouso Alegre. Em 1960 foi nomeado bispo diocesano de São João del-Rei e participou do Concílio Vaticano II (1962 a 1965). Em 1983, ao completar 75 anos de idade, foi aceito seu pedido de renúncia, tornando-se então bispo emérito de sua diocese. Foi sucedido por Dom Antônio Carlos Mesquita e faleceu em 23 de fevereiro de 1985.